# P-Tolylacetat
p-Tolylacetat ist ein Carbonsäureester, der sich von 4-Hydroxytoluol (para-Kresol) und Essigsäure ableitet.

## Vorkommen
p-Tolylacetat als Bestandteil der ätherischen Öle von Wallblume, Cananga und Ylang-Ylang nachgewiesen.

## Gewinnung und Darstellung
Die Verbindung kann synthetisch durch geeignete Acetylierung von p-Kresol hergestellt werden.

## Reaktionen
p-Tolylacetat reagiert in einer Fries-Umlagerung zu 2-Hydroxy-5-methylacetophenon. Die Reaktion gelingt in Nitrobenzol unter Katalyse von Titan(IV)-chlorid, Aluminiumchlorid, Zirconium(IV)-chlorid oder Zinn(IV)-chlorid.

## Verwendung
In der EU ist es unter der FL-Nummer 09.036 als Aromastoff für Lebensmittel allgemein zugelassen.